# Gwendolyn Leick
Gwendolyn Leick (* 25. Februar 1951 in Oberaichwald, Österreich; † 19. November 2022) war eine österreichisch-britische Historikerin und Altorientalistin, die mehrere Bücher und Enzyklopädien über das alte Mesopotamien geschrieben hat. Sie arbeitete als Lecturer am Chelsea College of Art and Design.

## Leben
Sie wurde am 25. Februar 1951 in Oberaichwald, Österreich als Tochter von Reginald und Herta Leick geboren. Ihr Vater war Arzt, ihre Mutter Sozialarbeiterin.
Leick ging im Alter von 25 Jahren von Österreich nach Großbritannien. Nach eigener Aussage war sie „vom Britischen Museum und dem kosmopolitischen Leben in London gelockt“ worden. Ihren Mann Charlemagne Konan heiratete sie am 31. Juli 2001. Sie hatte zwei Söhne: George Sebastian und Joseph Ibrahim.
Leick starb am 19. November 2022 im Alter von 71 Jahren.

## Karriere
Sie erwarb ihren Doktorgrad 1977 an der Karl-Franzens-Universität in Graz. Leick wählte das Studium der Altorientalistik, weil sie dachte, es sei ein „schwieriges, geheimnisvolles und etwas esoterisches Fachgebiet, welches nicht zu einer gewöhnlichen Karriere führen würde.“ Nachdem sich herausstellte, dass sie „nicht besonders talentiert für epigraphische Arbeit“ war, widmete sie ihre Karriere der „Kommunikation und Vermittlung der Ergebnisse von Stipendiaten der Altorientalistik an ein breiteres Publikum, um das Fachgebiet zugänglicher zu machen“. Sie verfasste zahlreiche enzyklopädische Wörterbücher, die sie für „den benutzerfreundlichsten, prägnantesten und geradlinigsten Weg hielt, um auf Informationen zuzugreifen, die den historischen Nahen Osten betreffen“.
Sie arbeitete kurz als Kultur-Guide und war Lecturer am Chelsea College of Art and Design, London.

## Sportliche Karriere
Im Alter von 52 Jahren begann Leick mit dem Gewichtheben. Sie errang drei Weltmeistertitel. 2017 porträtierte sie die Filmemacherin Ruth Kaaserer. Der Dokumentarfilm Gwendolyn hatte 2017 auf dem Festival DOK Leipzig Weltpremiere und wurde bei der Diagonale u. a. mit dem Franz-Grabner-Preis ausgezeichnet.

## Bibliographie
Trotz ihrer österreichischen Herkunft sind ihre Bücher großteils in englischer Sprache geschrieben, die sie als „die zuvorkommendste, reichste und ökumenischste der modernen Sprachen“ bezeichnet, die es „so vielen Menschen erlaubt, unabhängig von deren Muttersprache ein weltweites Publikum zu finden.“ Unter ihren Büchern befinden sich:
- A Dictionary of Ancient Near Eastern Architecture, 1988, Routledge, ISBN 978-0415002400
- A Dictionary of Ancient Near Eastern Mythology, 1991, Routledge, ISBN 978-0415007627
- Sex and Eroticism in Mesopotamian Literature, 1994, Routledge, ISBN 978-0415065344
- Who's Who in the Ancient Near East, 1999, Routledge, ISBN 978-0415132305
- Mesopotamia: The Invention of the City, 2001, Penguin Books, ISBN 978-0713991987
- Historical Dictionary of Mesopotamia, 2003, Scarecrow Press, ISBN 978-0810846494
- The Babylonians: An Introduction, 2002, Routledge, ISBN 978-0415253147
- The Babylonian World, 2007, Routledge, ISBN 978-0415353465
- Tombs of the Great Leaders: A Contemporary Guide, 2014, Reaktion books, ISBN 978-1780232003
- Gertrude, Mabel, May: An ABC of Gertrude Stein's Love Triangle, 2019, Grey Suit Editions, ISBN 978-1903006146
- Franckstraße 31 (herausgegeben 2021 von Edition Korrespondenzen, in Deutsch)
- In der Eselgrube (herausgegeben 2022 von Edition Korrespondenzen, in Deutsch)